# Grb Bugarske
Grb Bugarske je usvojen 1997. godine. Ovo je prvi grb koji je Bugarska koristila od završetka komunističke ere, početkom posljednjeg desetljeća 20. stoljeća. Dogovor oko grba je bio izvor velike kontroverze u bugarskoj vladi i parlamentu, jer su različite stranke vodile rasprave oko grba. Poslije sedmogodišnje rasprave u javnosti i u skupštini, usvojen je ovaj oblik bugarskog grba.
Grb ima dva lava koji drže štit na kome stoji lav. Iznad štita je kruna bugarskog cara Ivana Asena II. Ispod štita je na bugarskom ispisan nacionalni moto, Jedinstvo daje snagu (bugarski: Съединението прави силата).
Kruna iznad štita, i samim tim iznad lava na štitu nije kruna posljednje bugarske monarhije, već druge bugarske monarhije (1185. – 1396.). Ovo, Drugo Bugarsko Carstvo su uspostavila braća Petar i Asen, nakon što je Bugarska oslobođena od bizantske kontrole, a prije nego što je pala pod osmanlijsku vlast.